# Chambœuf (Côte-d'Or)
Pour les articles homonymes, voir Chambœuf.
Chambœuf est une commune française située dans le département de la Côte-d'Or, en région Bourgogne-Franche-Comté.
Ses habitants sont les Cambois et Camboises.

## Géographie

### Climat
Pour des articles plus généraux, voir Climat de la Bourgogne-Franche-Comté et Climat de la Côte-d'Or.
En 2010, le climat de la commune est de type climat des marges montargnardes, selon une étude du Centre national de la recherche scientifique s'appuyant sur une série de données couvrant la période 1971-2000. En 2020, Météo-France publie une typologie des climats de la France métropolitaine dans laquelle la commune est exposée à un climat océanique altéré et est dans la région climatique  Bourgogne, vallée de la Saône, caractérisée par un bon ensoleillement (1 900 h/an), un été chaud (18,5 °C), un air sec au printemps et en été et des vents faibles. 
Pour la période 1971-2000, la température annuelle moyenne est de 9,4 °C, avec une amplitude thermique annuelle de 17,2 °C. Le cumul annuel moyen de précipitations est de 930 mm, avec 12,8 jours de précipitations en janvier et 7,8 jours en juillet. Pour la période 1991-2020, la température moyenne annuelle observée sur la station météorologique de Météo-France la plus proche, « Marsannay la Cote », sur la commune de Marsannay-la-Côte à 8 km à vol d'oiseau, est de 11,7 °C et le cumul annuel moyen de précipitations est de 803,0 mm,. Pour l'avenir, les paramètres climatiques de la commune estimés pour 2050 selon différents scénarios d'émission de gaz à effet de serre sont consultables sur un site dédié publié par Météo-France en novembre 2022.

## Urbanisme

### Typologie
Au 1er janvier 2024, Chambœuf est catégorisée commune rurale à habitat dispersé, selon la nouvelle grille communale de densité à 7 niveaux définie par l'Insee en 2022.
Elle est située hors unité urbaine. Par ailleurs la commune fait partie de l'aire d'attraction de Dijon, dont elle est une commune de la couronne,. Cette aire, qui regroupe 333 communes, est catégorisée dans les aires de 200 000 à moins de 700 000 habitants,.

### Occupation des sols
L'occupation des sols de la commune, telle qu'elle ressort de la base de données européenne d’occupation biophysique des sols Corine Land Cover (CLC), est marquée par l'importance des territoires agricoles (52,4 % en 2018), une proportion sensiblement équivalente à celle de 1990 (52,6 %). La répartition détaillée en 2018 est la suivante : terres arables (52,4 %), forêts (45,1 %), zones urbanisées (2,6 %). L'évolution de l’occupation des sols de la commune et de ses infrastructures peut être observée sur les différentes représentations cartographiques du territoire : la carte de Cassini (XVIIIe siècle), la carte d'état-major (1820-1866) et les cartes ou photos aériennes de l'IGN pour la période actuelle (1950 à aujourd'hui).

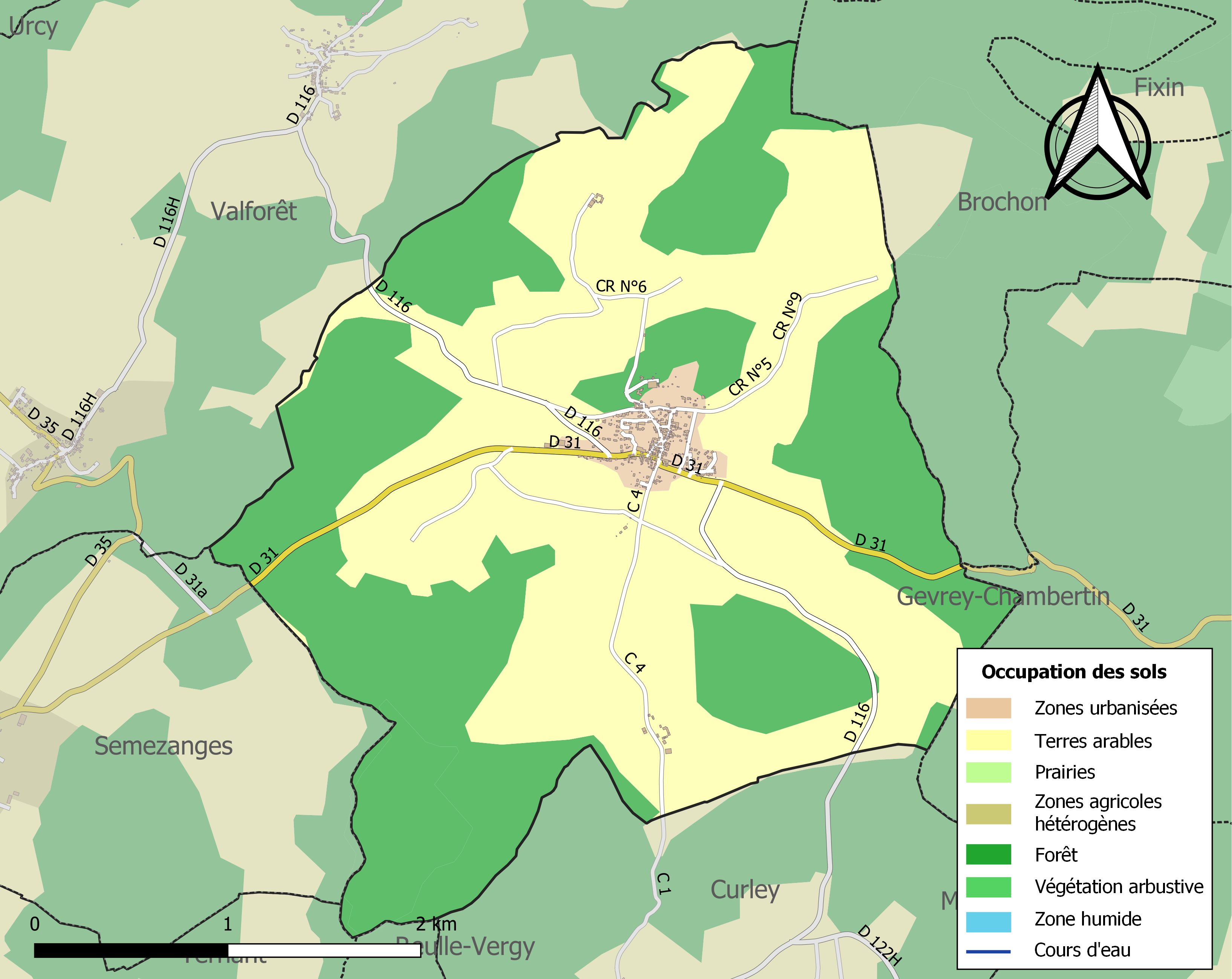
Carte des infrastructures et de l'occupation des sols de la commune en 2018 (CLC).

## Toponymie
Attestée sous les formes Cambodius en 1013, Chambui en 1192, Chambeu en 1301.
De gaulois cambo (« courbe de rivière ou de terrain »), suivi du suffixe –odius.

## Politique et administration

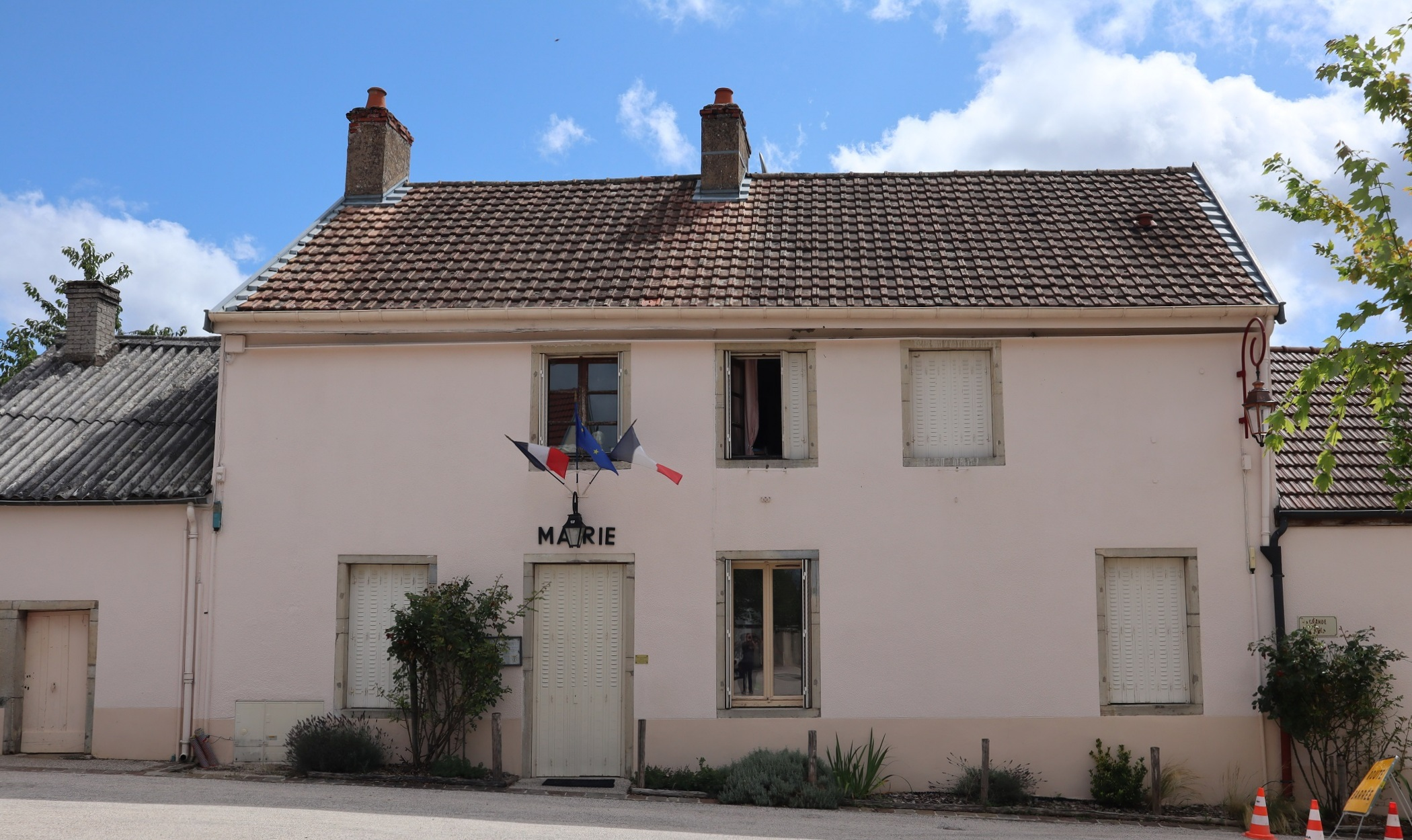
La mairie.

| Période                                  | Période   | Identité           | Étiquette | Qualité |
| ---------------------------------------- | --------- | ------------------ | --------- | ------- |
| avant 1995                               | ?         | Roland Abot        |           |         |
| mai 2020                                 | en cours  | Jacques Barthélémy |           |         |
| mars 2008                                | mai 2020  | Jean-Marc Brochot  |           |         |
| mars 2001                                | mars 2008 | Brigitte Sercer    |           |         |
| Les données manquantes sont à compléter. |           |                    |           |         |

## Démographie
L'évolution du nombre d'habitants est connue à travers les recensements de la population effectués dans la commune depuis 1793. Pour les communes de moins de 10 000 habitants, une enquête de recensement portant sur toute la population est réalisée tous les cinq ans, les populations de référence des années intermédiaires étant quant à elles estimées par interpolation ou extrapolation. Pour la commune, le premier recensement exhaustif entrant dans le cadre du nouveau dispositif a été réalisé en 2008.

En 2022, la commune comptait 384 habitants, en évolution de +2,67 % par rapport à 2016 (Côte-d'Or : +0,82 %, France hors Mayotte : +2,11 %).
| 1793 | 1800 | 1806 | 1821 | 1831 | 1836 | 1841 | 1846 | 1851 |
| ---- | ---- | ---- | ---- | ---- | ---- | ---- | ---- | ---- |
| 383  | 306  | 343  | 323  | 321  | 326  | 323  | 329  | 345  |

| 1856 | 1861 | 1866 | 1872 | 1876 | 1881 | 1886 | 1891 | 1896 |
| ---- | ---- | ---- | ---- | ---- | ---- | ---- | ---- | ---- |
| 324  | 330  | 291  | 276  | 265  | 268  | 250  | 253  | 212  |

| 1901 | 1906 | 1911 | 1921 | 1926 | 1931 | 1936 | 1946 | 1954 |
| ---- | ---- | ---- | ---- | ---- | ---- | ---- | ---- | ---- |
| 187  | 171  | 167  | 135  | 142  | 143  | 123  | 106  | 118  |

| 1962 | 1968 | 1975 | 1982 | 1990 | 1999 | 2006 | 2008 | 2013 |
| ---- | ---- | ---- | ---- | ---- | ---- | ---- | ---- | ---- |
| 150  | 119  | 120  | 201  | 268  | 268  | 317  | 331  | 349  |

| 2018 | 2022 | - | - | - | - | - | - | - |
| ---- | ---- | - | - | - | - | - | - | - |
| 390  | 384  | - | - | - | - | - | - | - |

## Lieux et monuments
- L'église paroissiale Saint-Michel.
- Le monument aux morts.

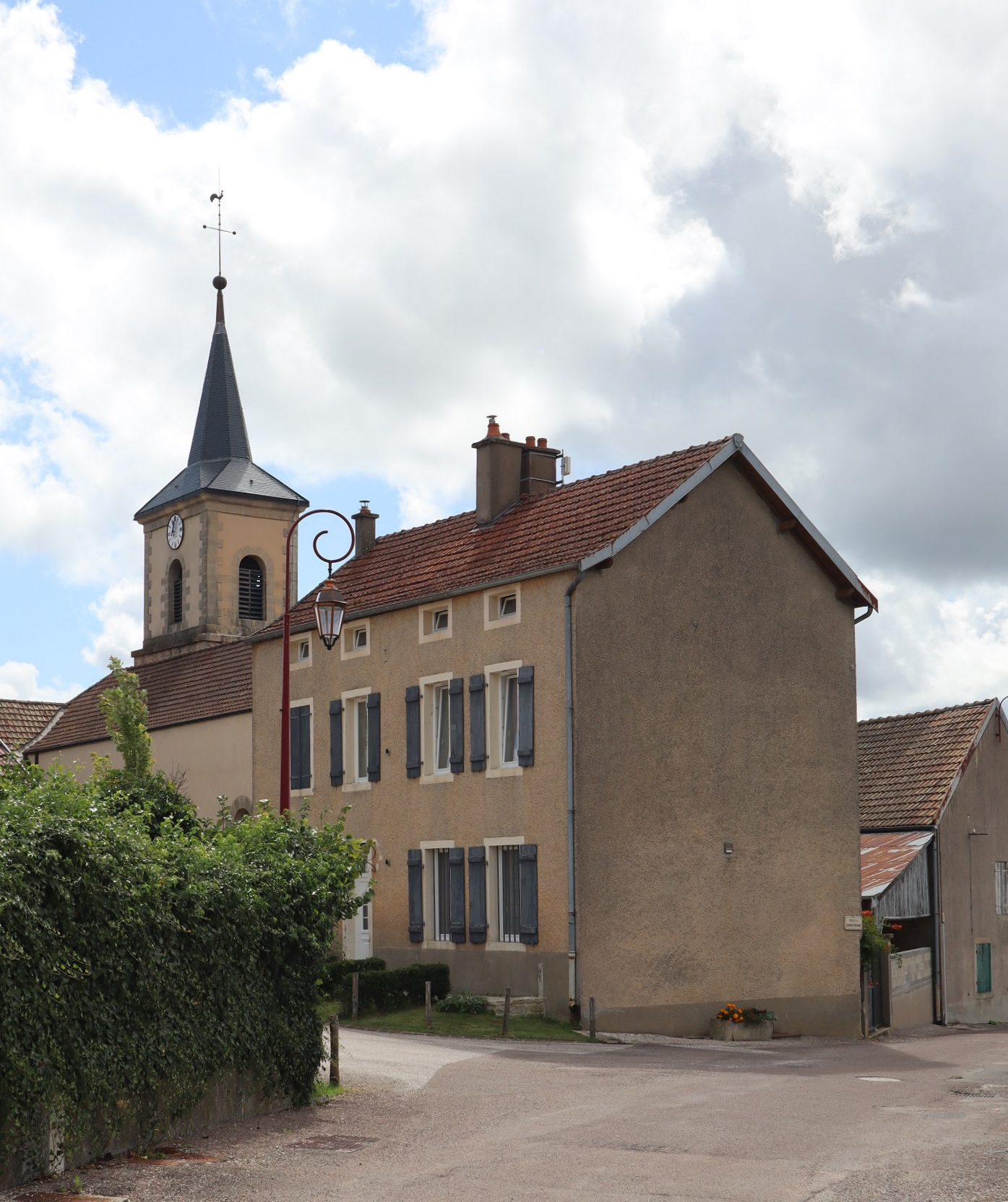
Le bourg et le clocher de l'église Saint-Michel.
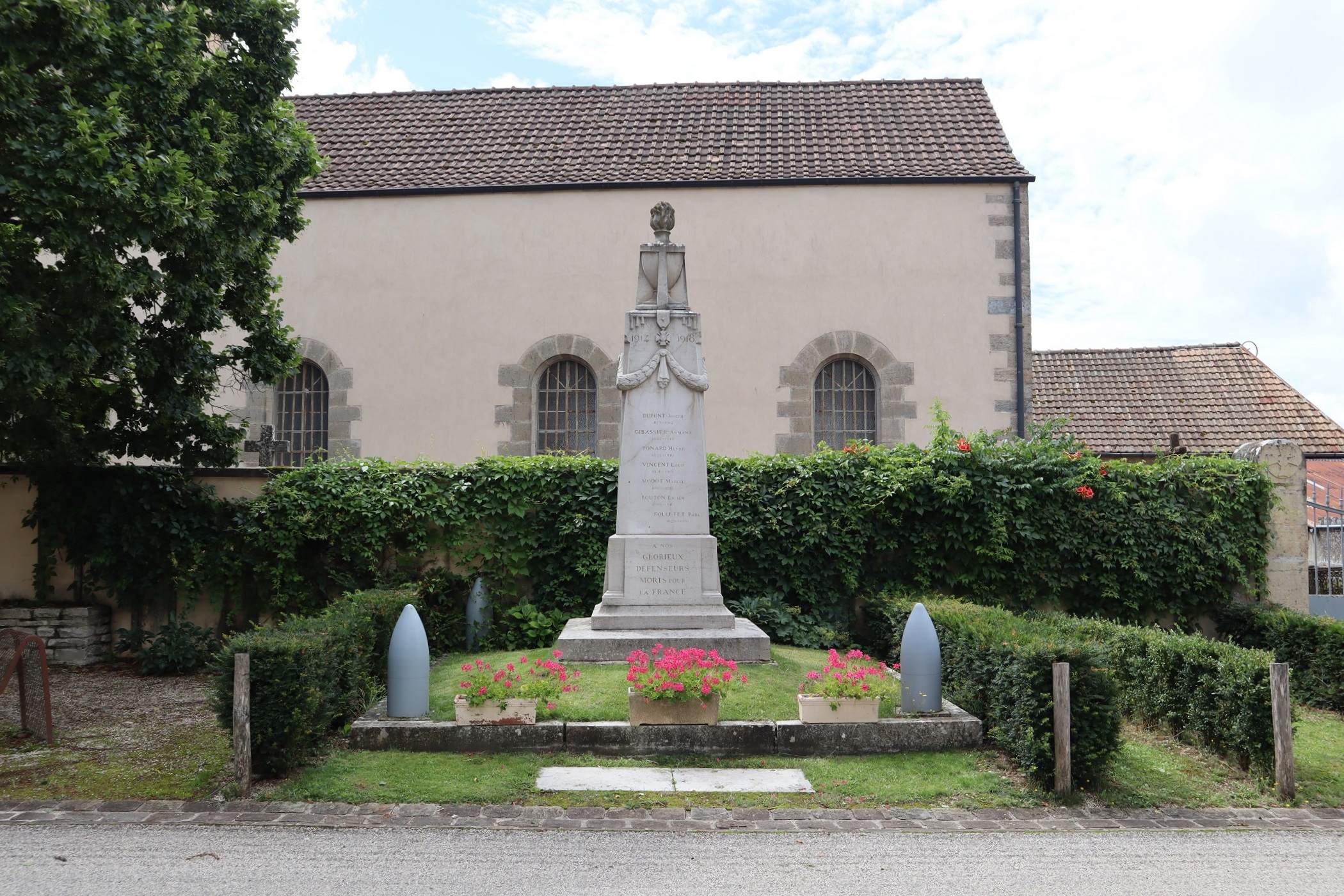
Le monument aux morts.

### Voies et lieux-dits
| 21 odonymes recensés à Chambœuf au 6 mai 2025 | 21 odonymes recensés à Chambœuf au 6 mai 2025 | 21 odonymes recensés à Chambœuf au 6 mai 2025 | 21 odonymes recensés à Chambœuf au 6 mai 2025 | 21 odonymes recensés à Chambœuf au 6 mai 2025 | 21 odonymes recensés à Chambœuf au 6 mai 2025 | 21 odonymes recensés à Chambœuf au 6 mai 2025 |
| Allée                                         | Imp.                                          | Place                                         | Rue                                           | Venelle                                       | Autres                                        | Total                                         |
| --------------------------------------------- | --------------------------------------------- | --------------------------------------------- | --------------------------------------------- | --------------------------------------------- | --------------------------------------------- | --------------------------------------------- |
| 2                                             | 2                                             | 1                                             | 12                                            | 3                                             | 1                                             | 21                                            |
| Notes « N »                                   | 1. 2. 3. 4. 5. 6.                             | 1. 2. 3. 4. 5. 6.                             | 1. 2. 3. 4. 5. 6.                             | 1. 2. 3. 4. 5. 6.                             | 1. 2. 3. 4. 5. 6.                             | 1. 2. 3. 4. 5. 6.                             |
| Sources : OpenStreetMap                       |                                               |                                               |                                               |                                               |                                               |                                               |

## Protection de l'environnement
La commune de Chambœuf fait partie du site Natura 2000 de l'Arrière côte de Dijon et de Beaune.
La combe Lavaux est une réserve naturelle classée au niveau national. Créée en 2004, c'est la première réserve naturelle de la Côte-d'Or.

## Héraldique
| Blason | Blasonnement : Bandé d'azur et d'or de six pièces, la deuxième bande d'or chargée de trois macles de gueules. |